# Mathilde Sée
Pour les articles homonymes, voir Sée (homonymie).
Mathilde Sée, née à Paris (9e arrondissement) le 1er mars 1864 et morte dans la même ville (16e arrondissement) le 28 décembre 1934, est une peintre, mondaine et illustratrice de mode française.

## Biographie
Rachel Gabrielle Mathilde Sée naît en 1864 à Paris de Thérèse Haas et d'Isaac Léopold Sée, banquier. Brièvement fiancée à un industriel en 1883, elle reste célibataire.
Elle est élève en 1885 de Tony Robert-Fleury et Gérald Laffitte, puis de Louise Breslau en 1890. Elle est également modèle pour Paul Helleu et James Tissot,,,. Peintre et aquarelliste florale,, elle produit aussi des panneaux décoratifs.
Elle expose au Salon de 1885 à 1890, et à la Société nationale des beaux-arts de 1892 à 1913,.
Sa famille subit un krach financier, puis son père meurt en 1910. Habituée des réceptions mondaines (à Paris, où elle organise des « goûters » et des matinées musicales autour de Herman Bemberg, etc., et à Deauville), elle devient alors, pour subvenir à ses besoins, reporter et illustratrice de mode pour la presse (dont La Vie parisienne et Femina), et acquiert une forte influence. Drian fait son portrait dans Femina en 1913 dans une planche promotionnelle où elle arbore un costume qui sera « le succès de la saison prochaine ». Grâce à son activité mondaine, « ses tableaux ornent les murs les plus aristocratiques ». Elle réside et tient atelier à Neuilly-sur-Seine.
Elle est nommée Officier de l'Instruction publique comme artiste dessinateur en 1903.
Elle expose chez Georges Petit en 1909 (exposition particulière d'aquarelles de fleurs), 1911 (avec François Charles Cachoud et Henri Rousseau), 1923 et 1927 (aquarelles et peintures, avec Henri Lebasque, Raymond Thibésart, Frédéric Fiebig, Sergei Kolesnikoff et Gustave Valentin-Muller),,. Elle accroche à Londres et à Deauville en 1928. Elle expose peintures et aquarelles de fleurs et fruits, et objets de décoration, à la galerie Knœdler en 1931 ; elle expose en juin 1933 à la galerie Gimpel, place Vendôme.
Sa mère meurt en 1932. 
En décembre 1934, Mathilde Sée participe au bal de l'ambassade d'Angleterre, puis au gala Noir et Rouge où on la trouve « plus élégante que jamais » ; elle réunit ensuite ses amis pour un thé chez elle, où elle se dit très fatiguée, et meurt deux jours plus tard (« morte à son poste, morte en femme du monde »), à l'âge de 70 ans, à la clinique de la rue Piccini.

## Réception critique
Tandis que pour certains critiques elle est « le Fragonard des roses » (« Mlle Mathilde Sée ne peint pas seulement
les fleurs, elle peint le reflet des fleurs, leur parfum même, si le parfum peut se peindre, et leur mélancolie sûrement. Elle fait du plus
petit bouquet un paysage... Paysages musicaux et doux. Ses roses habitent dans le cristal des
vases des symphonies de lumières et d’ombres... »), elle est moquée par d'autres (« peintre quasi-amateur ayant beaucoup de mal à placer ses toiles, malgré toute la peine qu'elle se donnait pour les vendre, (Mathilde Sée à Deauville) n'était autre que « l'Insistance publique » »),,,. Elle est parfois comparée à Madeleine Lemaire pour son activité de peintre de roses mondaine. Mathilde Sée est cependant considérée, de par son indépendance professionnelle, comme un exemple d'émancipation féminine dans la société de la fin du XIXe et du début du XXe siècle,.

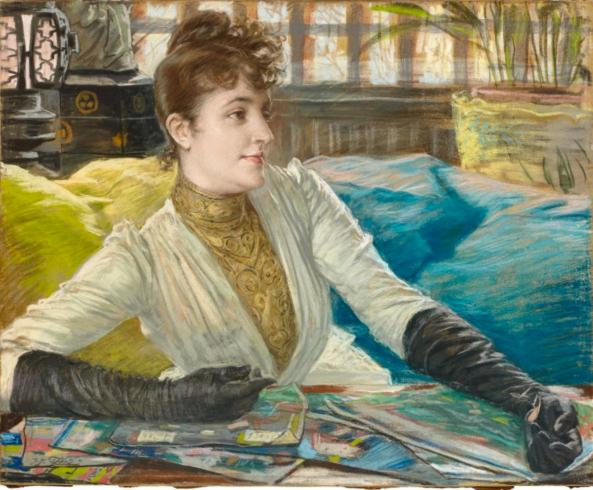
James Tissot, Portrait de Mathilde Sée, vers 1885.
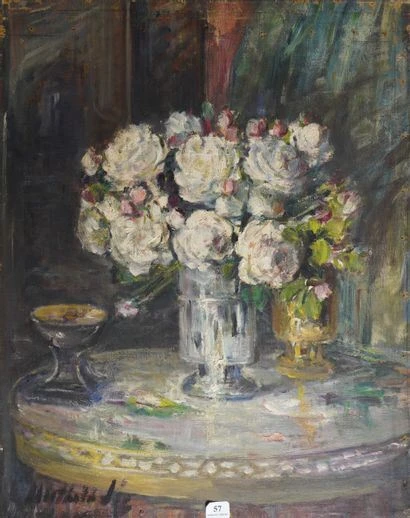
Mathilde Sée, Bouquet de roses blanches au calice, huile sur toile.
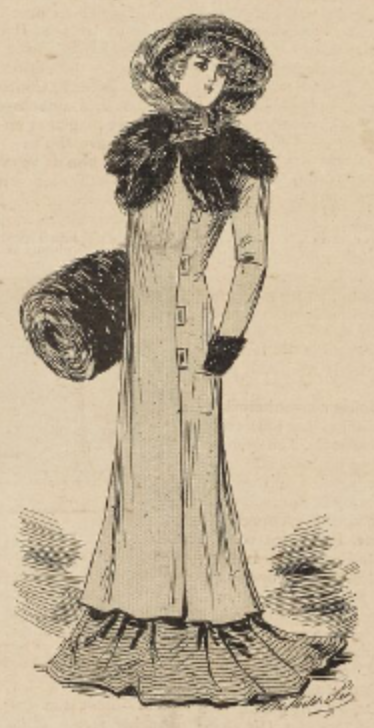
Mathilde Sée, Illustration de mode parue dans Le Gaulois du dimanche en 1899.
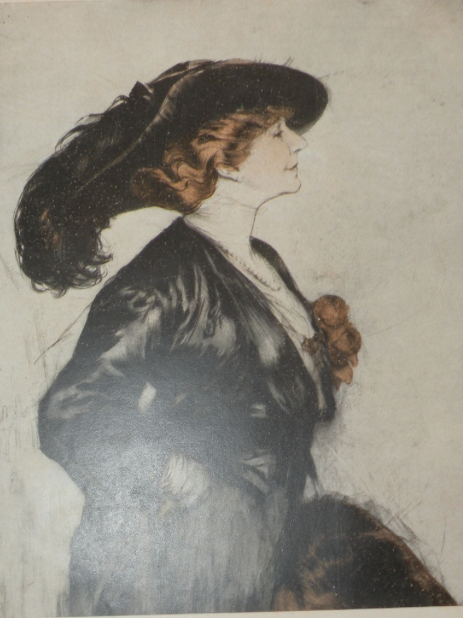
Portrait de Mathilde Sée par Drian dans Femina en 1913.
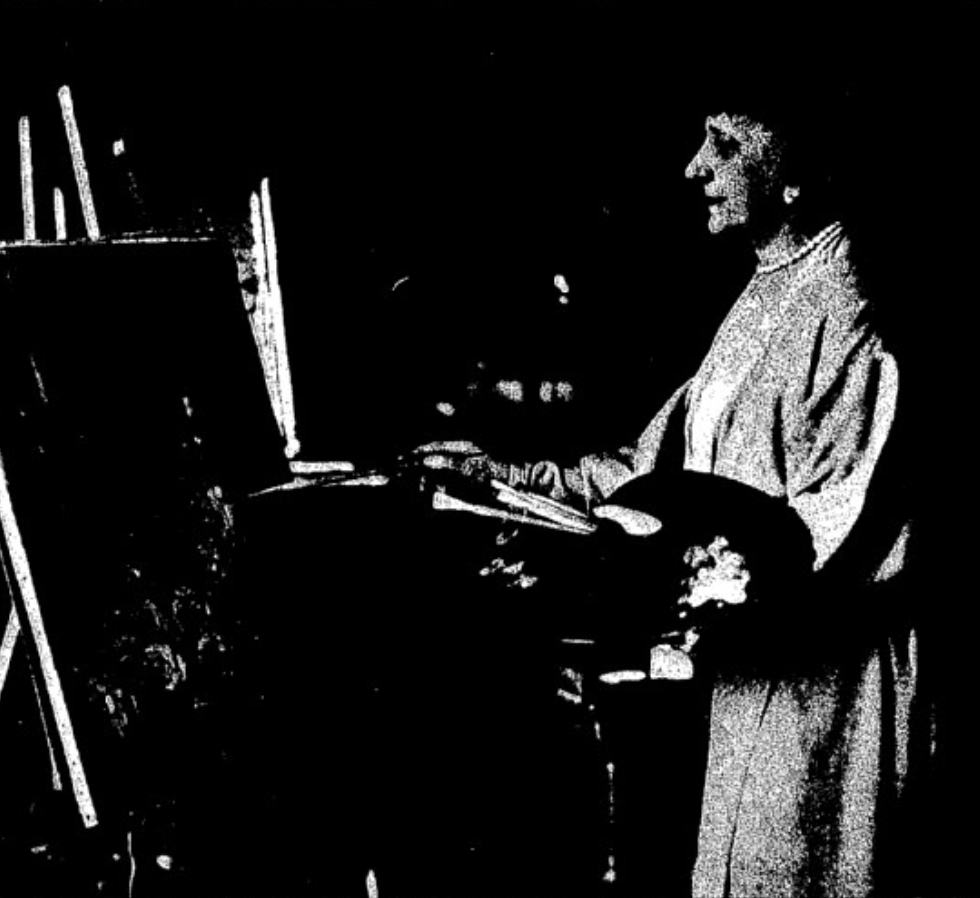
Mathilde Sée dans son atelier, La femme seule, 1928.
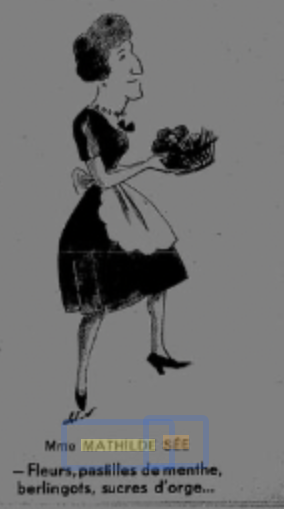
Caricature de Mathilde Sée dans Écoutez-moi en 1934.